# Skrämselpropaganda
Skrämselpropaganda används när inte information är tillräckligt effektiv för att uppnå önskat syfte. Som exempel kan nämnas varningsmeddelanden på cigarettförpackningar i Kanada, där lagstiftningen säger att varje cigarettpaket ska vara försedd med en varningstext plus en bild med avskräckande motiv. Kanada har som första land med detta system sedan år 2000 kunnat påvisa en nedgång i tobakskonsumtionen.